# Germán Giles
Germán Aureliano Giles (Roque Pérez, Provincia de Buenos Aires, Argentina, 10 de julio de 1979) es un piloto de automovilismo argentino, reconocido a nivel nacional por sus participaciones en el Desafío Focus y por ser el campeón 2009 de la categoría Top Race Junior. Sus inicios se remontan al automovilismo zonal, donde debutó en 1997 en la clase  Clase C del TC Roqueperense con un Renault Gordini, a los 18 años de edad y de la que se consagraría campeón en 2002.
Luego de varias participaciones en las diferentes divisionales, debuta en 2007 en el Desafío Focus, categoría telonera del Turismo Carretera. También, ese año debuta y alterna con la divisional Junior del Top Race, la tercera categoría más importante del país.
En 2008, Giles obtuvo el subcampeonato al arribar segundo de Gonzalo Perlo. Sin embargo, decidió continuar un año más en la divisional Junior, donde a bordo de un Chevrolet Vectra y bajo la estructura del GT Racing (propiedad de Gustavo Tadei), obtuvo el campeonato de TR Junior y su consecuente paso al TRV6. En 2010, debutó en la divisional mayor, bajo la estructura del Dole Racing y al volante de un Mercedes-Benz Clase C. A finales de ese año, abandonó la estructura y la categoría por un breve tiempo, para luego anunciar su vuelta con el Volkswagen Passat número 76 del equipo DM Cell Phones. Sin embargo, solamente pudo competir en la última fecha del Torneo Clausura 2010 de Top Race, retirándose de esta categoría al finalizar el año.
En 2011, Germán Giles anunció su llegada al TC Pista, luego de haber debutado en 2010, compitiendo en dos carreras, la primera con un Ford Falcon y la segunda con un Dodge Cherokee, finalizando el torneo en el 63.er lugar. Para este 2011, su regreso fue anunciado a bordo de una Dodge Cherokee atendida por la escudería perteneciente a Juan Martín Trucco, subcampeón 2010 de TC Pista, con la cual German logró terminar el año ubicado en la 5.ª ubicación siendo un fiel animador del campeonato, como así de la copa de Plata donde tuvo chances hasta la última fecha. En 2012, luego de no encontrar resultados con la Dodge donde consiguiera el 5 que llevara en sus laterales durante todo el corriente año, decide desvincularse y formar parte del UR rancing, donde consigue un 2.º puesto en Termas y en Rafaela, y un tercer puesto en Posadas, depositándolo, al llegar a la última fecha en el 9.º lugar del campeonato.

## Trayectoria

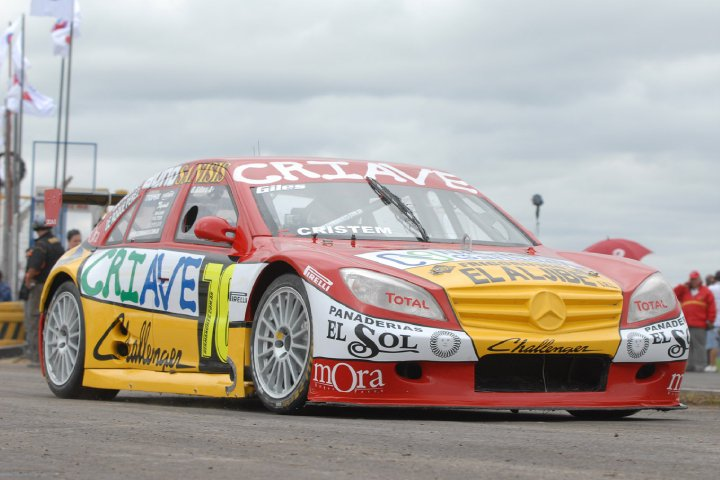
Germán Giles piloteando su Mercedes TRV6

| Año  | Categoría                             | Marca               |
| ---- | ------------------------------------- | ------------------- |
| 1997 | Debut TC Roqueperense, Clase C        | Renault Gordini     |
| 1998 | TC Roqueperense, Clase C              | Renault Gordini     |
| 1999 | Concurso de Fórmula Renault Argentina | Crespi-K4M Renault  |
| 1999 | Subcampeón TC Roqueperense, Clase C   | Renault Gordini     |
| 2000 | TC Roqueperense, Clase C              | Renault Gordini     |
| 2001 | TC Roqueperense, Clase C              | Renault Gordini     |
| 2001 | Invitado TC Roqueperense, Clase ST    | Opel K-180          |
| 2002 | Campeón TC Roqueperense, Clase C      | Renault Gordini     |
| 2003 | TC Roqueperense, Clase C              | Renault Gordini     |
| 2004 | TC Roqueperense, Clase GT             | Chevrolet 400       |
| 2004 | Invitado TC Roqueperense, Clase C     | Renault Gordini     |
| 2005 | TC Roqueperense, Clase C              | Renault Gordini     |
| 2006 | Invitado Promocional Fiat 128         | Fiat 128            |
| 2006 | Invitado TC Roqueperense, Clase C     | Renault Gordini     |
| 2006 | Invitado TC Roqueperense, Clase ST    | Opel K-180          |
| 2007 | Desafío Focus                         | Ford Focus I        |
| 2007 | Debut en Top Race Junior              | Chevrolet Vectra II |
| 2008 | Subcampeón Top Race Junior            | Chevrolet Vectra II |
| 2009 | Campeón Top Race Junior               | Chevrolet Vectra II |
| 2010 | Debut en Top Race V6                  | Mercedes-Benz C-203 |
| 2010 | Debut en Top Race V6                  | Volkswagen Passat V |
| 2010 | Debut en TC Pista, 2 carreras         | Ford Falcon         |
| 2010 | Debut en TC Pista, 2 carreras         | Dodge Cherokee      |
| 2011 | TC Pista                              | Dodge Cherokee      |
| 2012 | TC Pista                              | Dodge Cherokee      |
| 2013 | TC Pista                              | Chevrolet Chevy     |

## Palmarés
| Título  | Especialidad              | Marca            | Año  |
| ------- | ------------------------- | ---------------- | ---- |
| Campeón | TC Roqueperense (Clase C) | Renault Gordini  | 2002 |
| Campeón | Top Race Junior           | Chevrolet Vectra | 2009 |